# Eutetranychus anitae
Eutetranychus anitae är en spindeldjursart som beskrevs av Estebanes och Baker 1968. Eutetranychus anitae ingår i släktet Eutetranychus och familjen Tetranychidae. Inga underarter finns listade i Catalogue of Life.